# O’Brien Trophy

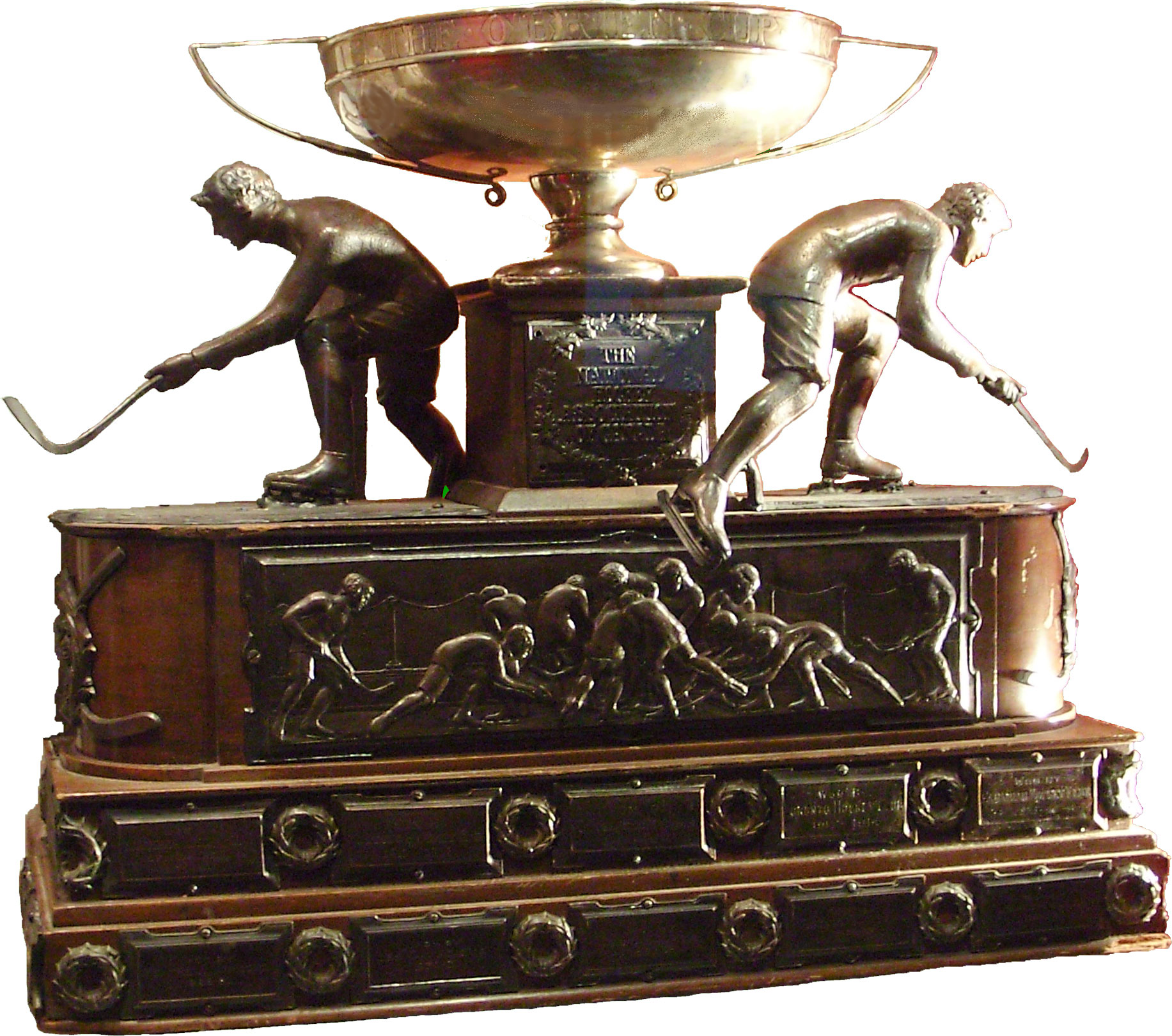
O’Brien Trophy

Die O’Brien Trophy war eine Eishockeytrophäe, die von 1910 bis 1917 in der National Hockey Association sowie von 1918 bis 1950 in der Nachfolgeliga National Hockey League vergeben wurde. Sie wurde vom kanadischen Senator J. O’Brien gestiftet und nach dessen Sohn J. Ambrose O’Brien benannt.
Von 1928 wurde die Trophäe – als Gegenstück zur Prince of Wales Trophy, die der Gewinner der American Division erhielt – für den Gewinner der Canadian Division vergeben. Ab 1939, als die NHL wieder zu einer einzigen Division vereint wurde, erhielt der Finalist um den Stanley Cup die Trophäe, bis sie 1950 endgültig zum letzten Mal vergeben wurde.

## Gewinner der O’Brien Trophy

### Als Verlierer des Stanley-Cup-Finals
- 1950 – New York Rangers
- 1949 – Detroit Red Wings
- 1948 – Detroit Red Wings
- 1947 – Montréal Canadiens
- 1946 – Boston Bruins
- 1945 – Detroit Red Wings
- 1944 – Chicago Black Hawks
- 1943 – Boston Bruins
- 1942 – Detroit Red Wings
- 1941 – Detroit Red Wings
- 1940 – Toronto Maple Leafs
- 1939 – Toronto Maple Leafs

### Als Gewinner der Canadian Division
- 1938 – Toronto Maple Leafs
- 1937 – Montréal Canadiens
- 1936 – Montreal Maroons
- 1935 – Toronto Maple Leafs
- 1934 – Toronto Maple Leafs
- 1933 – Toronto Maple Leafs
- 1932 – Montréal Canadiens
- 1931 – Montréal Canadiens
- 1930 – Montreal Maroons
- 1929 – Montréal Canadiens
- 1928 – Montréal Canadiens

### Als Meister der National Hockey League
- 1927 – Ottawa Senators
- 1926 – Montreal Maroons
- 1925 – Montréal Canadiens
- 1924 – Montréal Canadiens
- 1923 – Ottawa Senators
- 1922 – Toronto St. Patricks
- 1921 – Ottawa Senators
- 1920 – Ottawa Senators
- 1919 – Montréal Canadiens
- 1918 – Toronto Arenas

### Als Meister der National Hockey Association
- 1917 – Montréal Canadiens
- 1916 – Montréal Canadiens
- 1915 – Ottawa Senators
- 1914 – Toronto Blueshirts
- 1913 – Quebec Bulldogs
- 1912 – Quebec Bulldogs
- 1911 – Ottawa Senators
- 1910 – Montreal Wanderers